# Dominik Bełchacki
Dominik Bełchacki herbu Topór – stolnik czernihowski w latach 1733–1765.
Był elektorem Stanisława Leszczyńskiego w 1733 roku.